# Shell (bedrijf)

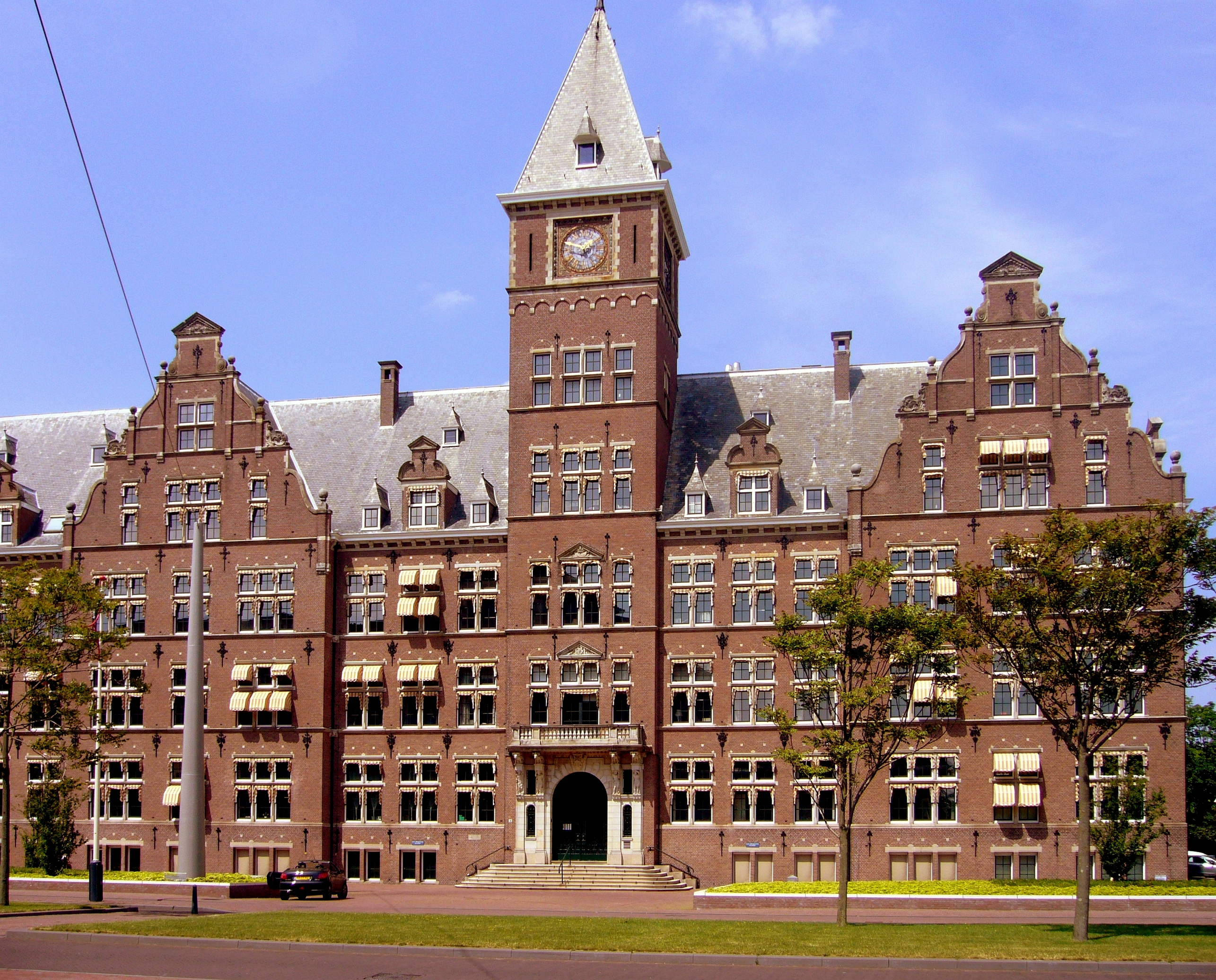
Het oude deel (C30) van het hoofdkantoor van Shell Nederland in Den Haag

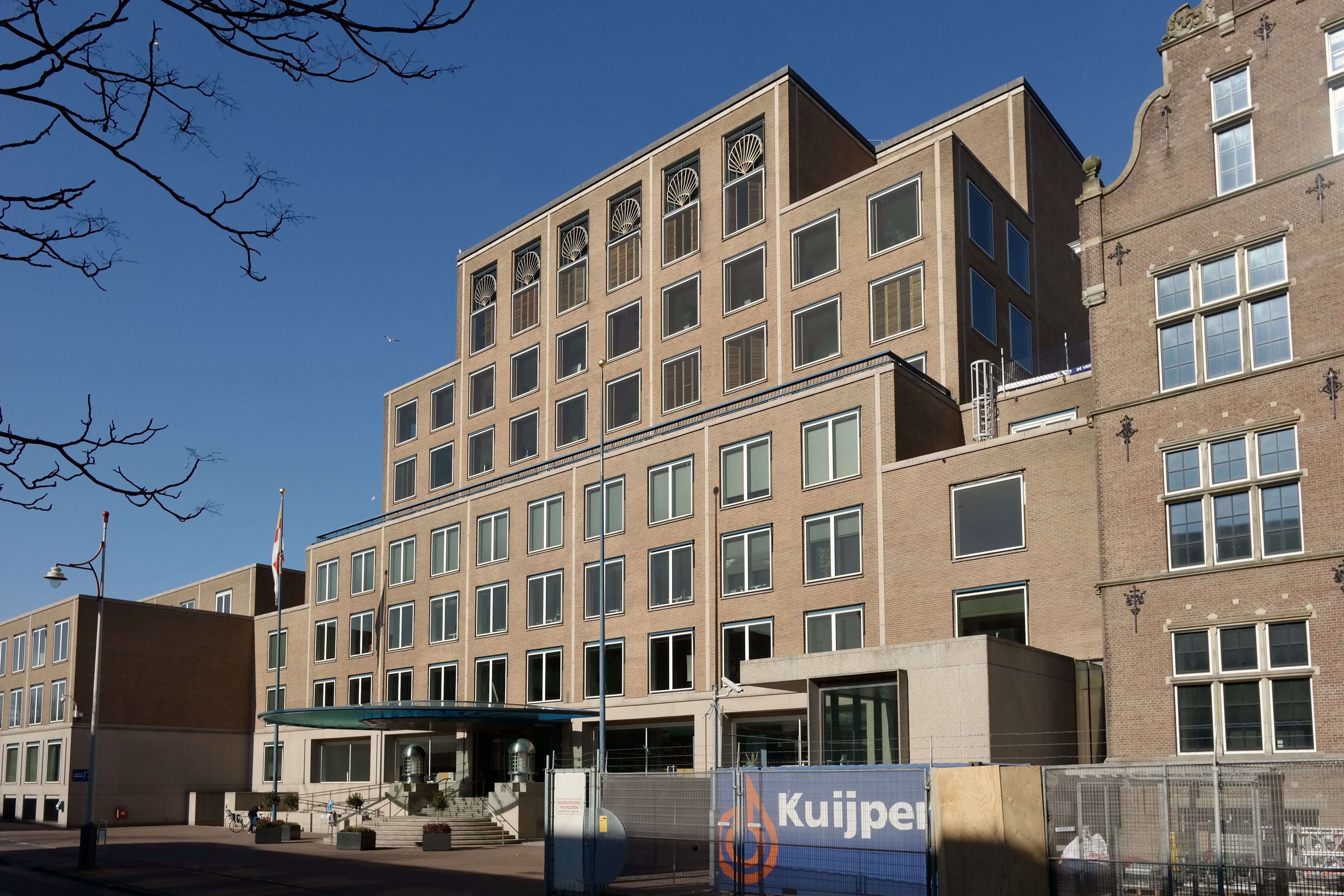
Het 'nieuwe' deel (C16) van het hoofdkantoor in Den Haag

Shell plc is een multinational die zich richt op de exploratie, productie, raffinage en verkoop van olie, aardgas en petrochemische producten. Het bedrijf is van Nederlands-Britse oorsprong en behoort tot de zes grootste staats-onafhankelijke oliemaatschappijen ter wereld. Het hoofdkantoor bevindt zich in Londen.
Gemeten naar de omzet in meer dan 140 landen stond Shell gerangschikt als de 17e in grootte van de private ondernemingen van de wereld in 2024,Forbes Global 2000. Vanaf 2012 produceerde het bedrijf meer gas dan olie, maar na het sluiten van het Groningenveld is dit omstreeks 2020 weer omgeslagen.

## Geschiedenis

### Voorlopers

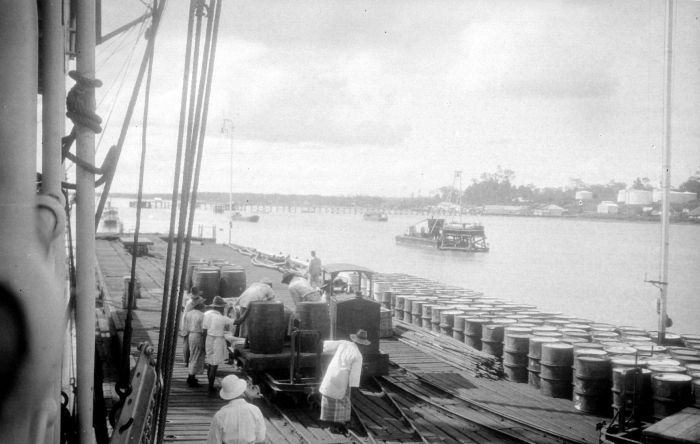
Haven van de Bataafsche Petroleum Maatschappij in Nederlands-Indië

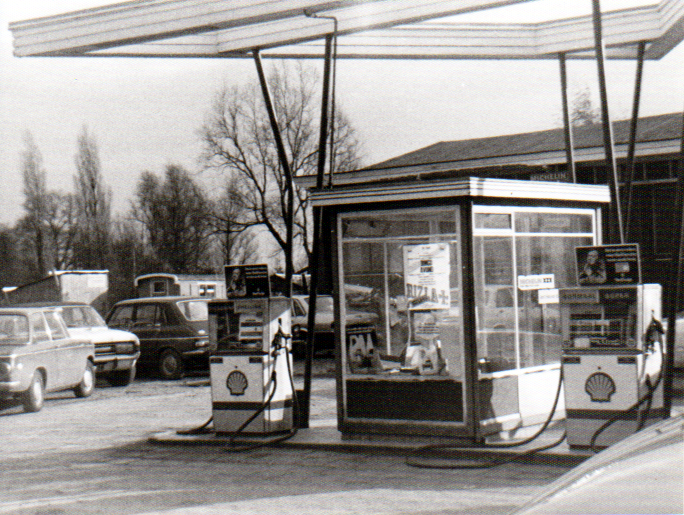
Shell tankstation in de jaren 70

#### Koninklijke Olie
In 1880 ontdekte tabaksplanter Aeilko Zijlker in Telaga Said op Sumatra olie, die door de lokale bevolking op bescheiden schaal met wat natuurlijk opwelde, werd gebruikt als protectie voor bijvoorbeeld hout en als brandstof voor fakkels. In 1883 kreeg Aeilko van de sultan van Langkat, voor het boren naar olie, een concessie. De N.V. Koninklijke Nederlandsche Maatschappij tot Exploitatie van Petroleumbronnen in Nederlandsch-Indië (K.N.M.E.P.), verder genoemd: Koninklijke Olie, werd opgericht op 16 juni 1890 door August Kessler, Henri Deterding en Hugo Loudon die de concessie overnamen van Zijlker.  Eerste directeur werd J.A. van Gelder, directeur van de Bataafsche Havenwerken, waarbij zijn woonhuis in Den Haag als kantoor functioneerde. Met de steun van de Nederlandse overheid werd er in Nederlands-Indië geboord naar olie. Op Sumatra werd olie gevonden en vooral na de vondst van een grote oliebron bij Pangkalan Brandan in 1899 groeide de onderneming. In het jaar 1900 werd Henri Deterding, als opvolger van de overleden August Kessler, bestuursvoorzitter en hij zou de koers van de onderneming de volgende 36 jaar bepalen.
Het is bijzonder dat de maatschappij het predicaat Koninklijk kreeg door een brief van koning Willem III, al voor de oprichting bij de notaris. De brief is van 18 april 1890 en de oprichting op 16 juni. De koning verleende de ondersteuning vanwege de 'zedelijke' aard van de onderneming. Gebruikelijk is dat er een oorkonde bij wordt verstrekt, maar die bleef achterwege. De oorkonde werd pas verstrekt bij de 'unificatie' van de N.V. Koninklijke Nederlandse Petroleum Maatschappij en de Shell Transport and Trading Company Ltd tot Royal Dutch Shell plc. In januari 2022 verloor Shell het predicaat Koninklijk, doordat het bedrijf ophield een (deels) Nederlands bedrijf te zijn.
Het lag voor de hand om een schelp als beeldmerk te nemen. In 1900 was dat een mosselschelp, maar vier jaar later zou dat veranderen in de schelp die we nu kennen: een sint-jakobsschelp met een geschulpte rand. De kleuren geel met rood voeren terug op de geschiedenis van Californië, dat ooit een Spaanse kolonie was. In 1915 woedde er daar een grote concurrentiestrijd tussen diverse oliemaatschappijen, waarbij Shell voor de felle combinatie van kleuren koos van de Spaanse vlag, om zich zo het beste te kunnen onderscheiden. Pas in 1948 werden deze kleuren internationaal doorgevoerd.

#### Shell
Midden 19e eeuw werd in Londen door de gebroeders Marcus en Samuel Samuel een zeeschelpenhandel opgezet. Aan het eind van de negentiende eeuw breidde het bedrijf zijn zaken uit naar de oliehandel. Het bloeiende handelshuis zocht toen ook naar een nieuwe naam voor het bedrijf. Omdat het nog voornamelijk lampolie en schelpen vervoerde werd het Shell Transport and Trading Company Ltd genoemd.

### Koninklijke/Shell Groep
In 1907 gingen Koninklijke Olie en Shell Co. een zeer nauwe samenwerking aan, zonder echter volledig te fuseren. Koninklijke Olie kreeg een belang van 60% in de Koninklijke/Shell Groep. Het Britse Shell kreeg een belang van 40%. De aandelen van de beide moedermaatschappijen werden nog altijd gescheiden verhandeld en het bedrijf had een bedrijfsstructuur met twee hoofdkantoren: een in Den Haag en een in Londen, maar het kantoor in Den Haag werd gezien als belangrijker.
De twee bedrijven gingen steeds intensiever samenwerken en in 1902 kreeg de Rothschild een derde van de aandelen in handen van de Asiatic Petrolum Company met Shell en Koninklijke Olie als partners.
Henri Deterding, die na het overlijden van Kessler in 1900 directeur van de Koninklijke Olie was geworden, verkreeg door de samenwerking met Shell de toegang tot het kapitaal van de bankiersfamilie Rothshild. Hierdoor bouwde hij in hoog tempo vestigingen in olierijke landen, zoals Roemenië, Venezuela en Mexico. In 1911 verkocht de Rothschild familie alle Russische oliebelangen aan de Shell-groep. Ze werd betaald in aandelen en werd hierdoor een belangrijke aandeelhouder in de Koninklijk Olie/Shell Groep.
Doordat het machtige bedrijf Standard Oil van John D. Rockefeller op last van een gerechtelijke uitspraak in 1911 ontbonden moest worden in 34 kleine maatschappijen, en de monopoliepositie van Standard Oil gebroken was, kon Deterding doordringen tot de Verenigde Staten (VS). Hij nam wereldwijd bedrijven over, ook deels de Nederlandse Aardolie Maatschappij (N.A.M.), dat nog steeds een aparte tak binnen het bedrijf vormt. Door de bouw van een raffinaderij op Curaçao kon hij een stabiele productie opzetten van de enorme aardoliebron in het politiek instabiele Venezuela.
Doordat Deterding het oliewinningsproces in samenwerking met andere olieproducenten beheerste, liep de productie nooit te ver op, en bleven de prijzen voor ruwe olie beheersbaar. Hij had de bijnaam The Petrol Napoleon. Zijn relatieve onbekendheid is te wijten aan zijn sympathieën voor het naziregime van Adolf Hitler, waardoor hij in de vergetelheid belandde.
De aardolie werd eerst alleen voor verlichting gebruikt, maar door de uitvinding van de auto, werd de voor dit voertuig benodigde brandstof benzine ontwikkeld. Eerst vond de verkoop plaats in drogisterijen, maar al snel werden tankstations opgericht, waar automobilisten de benzine konden tanken. Het eerste tankstation van Shell in Nederland stond in 1920 in Doorn (Utrecht), waarna dat tot een aantal van ruim 4000 uitgroeide, dat rond 20% van de Nederlandse markt bestrijkt.
Omdat aardolie de grondstof is voor veel chemische producten, richtte Shell een eigen, zich in de loop van 20e eeuw ontwikkelend chemisch bedrijf op: Shell-Chemie in Moerdijk.
Shell was een van de Seven Sisters, de oliemaatschappijen die in het midden van de 20e eeuw, voor de oprichting van OPEC, de wereldoliemarkt beheersten. De mechanisering van de industrie en de steeds hogere penetratiegraad van het gebruik van auto's, vrachtwagens en vliegtuigen door de uitvinding van de verbrandingsmotor, hebben bijgedragen aan de groei van deze industrie alsook aan de toename van de welvaart.

### Einde duale structuur
Eind 2004 kwam de aankondiging de duale structuur over boord te zetten om sneller te kunnen handelen op de financiële markten. De Koninklijke Nederlandsche Petroleum Maatschappij en The Shell Transport and Trading Company werden verenigd onder één Engelse moedermaatschappij, Shell, met een Nederlandse fiscale vestigingsplaats en twee soorten aandelen, A en B. Op 20 juli 2005 werd op de effectenbeurzen voor het eerst gehandeld in het aandeel Royal Dutch Shell. De Koninklijke/Shell Groep groeide daarmee uit tot een onderneming naar Brits recht: Royal Dutch Shell plc (plc staat voor public limited company, het Britse equivalent van de Nederlandse N.V.). Het hoofdkantoor van het bedrijf was gevestigd in Den Haag.
Op 15 november 2021 maakte het bedrijf een voorstel voor de aandeelhouders bekend, dat inhield dat Shell als Engelse vennootschap haar fiscale vestigingsplaats zou verplaatsen naar het Verenigd Koninkrijk. 10 december 2021 stemden 99,7% van de aandeelhouders voor het voorstel. De CEO en CFO houden kantoor in het Verenigd Koninkrijk. Hier worden per 31 december 2021 de vergaderingen gehouden van het bestuur en de directie. Volgens Shell was een vereenvoudiging van de aandelenstructuur nodig om sneller te kunnen inspelen op de ontwikkelingen in de energiemarkt.

### Grote acquisities en verkopen
Begin 2013 kocht Shell een deel van de LNG activiteiten van Repsol. Shell nam alleen activiteiten over van Repsol buiten Noord-Amerika, zoals Atlantic LNG in Trinidad en Tobago en Peru LNG met een jaarproductie van zo’n 7 miljoen ton vloeibaar aardgas. Het bedrijf betaalde US$ 4,4 miljard en nam ook verplichtingen over ter waarde van US$ 1,8 miljard.
In april 2015 deed Shell een overnamebod van € 64 miljard op BG Group. De transactie is de grootste in de olie- en gassector in meer dan tien jaar. De deal werd in 2016 afgerond na goedkeuring van aandeelhouders en toezichthouders. Met de koop versterkt Shell de positie in de markt voor lng. Ten opzichte van 2014 voegt de overname circa 25% toe aan de reserves van het concern en 20% aan de productie. De transactie wordt deels betaald in aandelen en de oud-aandeelhouders van BG krijgen in totaal 19% van het gecombineerde bedrijf in handen. Na de aankoop wil Shell voor US$ 30 miljard aan bezittingen afstoten om de schuld te reduceren.
In maart 2017 bereikte Shell twee akkoorden over de verkoop van vrijwel alle belangen in teerzanden in Canada. Het bedrijf verkoopt zijn 60%-belang in het teerzandproject Athabasca, alle activiteiten in het Peace River Complex en een aantal nog niet ontwikkelde teerzanden in Alberta aan Canadian Natural Resources (CNR). De verkooprijs is US$ 8,5 miljard, waarvan US$ 5,4 miljard in contanten en de rest in aandelen CNR. CNR is marktleider in de teerzanden in Canada met een marktkapitalisatie van circa US$ 35 miljard. De tweede transactie betreft de aankoop van Marathon Oil Canada, dat een belang van 20% houdt in het Athabasca project, en waarin Shell en CNR samen een gelijk belang zullen nemen, voor US$ 1,25 miljard elk. Per saldo ontvangt Shell dus US$ 7,25 miljard. De transacties zijn medio 2017 afgerond. In mei 2018 verkocht Shell zijn gehele aandelenbelang in CNR voor US$ 3,3 miljard voor belastingen. Shell heeft na de aankoop van BG zo’n US$ 26 miljard aan bezittingen afgestoten en heeft daarmee de doelstelling van US$ 30 miljard bijna bereikt.
In september 2021 maakte Shell de verkoop bekend van de schalie-oliebelangen in het Texaanse Permain Basin bekend. ConocoPhillips is bereid US$ 9,5 miljard te betalen voor alle activiteiten in deze regio met een productie van zo'n 175.000 vaten olie per dag. De overname werd op 1 december 2021 afgerond, maar de overdracht gebeurde met terugwerkende kracht op 1 juli 2021. Shell gaat het grootste deel van de verkoopopbrengst uitkeren aan de aandeelhouders en de rest wordt gebruikt om de schulden af te lossen.
In december 2024 verkocht Shell de oliebelangen op het Nigeriaanse vaste land. In januari 2024 was reeds overeenstemming bereikt met Renaissance, een consortium van vijf bedrijven, maar toestemming van de de toezichthouders liet op zich wachten. De offshore- en geïntegreerde gasactiviteiten vallen buiten de koop en blijven eigendom van Shell. Shell ontvangt US$ 1,3 miljard, maar dit kan hoger uitvallen als bepaalde doelstellingen worden gepasseerd.

## Activiteiten
Shell is als energiemaatschappij actief in de hele keten van de exploratie van energiebronnen, de raffinage en ten slotte de verkoop van de eindproducten als benzine en diesel via een netwerk van pompstations. Het concern heeft een zestal divisies.
- exploratie en productie van aardolie en aardgas
- gas en vloeibaar aardgas
- raffinage en inkoop
- chemie
- elektriciteit
- corporate en overige

Shell is ook voor 50% eigenaar van de Nederlandse Aardolie Maatschappij (samen met ExxonMobil) en heeft ze een 25% belang in GasTerra. De twee belangrijkste bedrijfsonderdelen zijn upstream en gas en deze twee tezamen waren bijna verantwoordelijk voor de gehele nettowinst in de jaren tussen 2021 en 2023.

### Resultaten
De ontwikkeling van de omzet en winst is sterk afhankelijk van de ontwikkeling van de olieprijs op de wereldmarkt. In 2016 werd de BG Group overgenomen en dit leidde tot een stijging van de gasproductie.
De directe uitstoot van broeikasgassen lag tot 2017 rond de 70-75 miljoen ton op jaarbasis. Hiervan was ongeveer de helft afkomstig van de eigen raffinaderijen en chemische complexen en de rest komt grotendeels vrij bij de olie- en gaswinning. Als ook rekening wordt gehouden met de inkoop van energie, zoals elektriciteit, warmte en stoom, dan komt er nog eens ruim 10 miljoen ton CO2-equivalent per jaar bij. Wanneer de uitstoot van de klanten van Shell producten wordt meegenomen, dan kwam er jaarlijks nog eens 1500 à 1600 miljoen ton bij.
| Jaar | Omzet (in US$) | Netto- resultaat (in US$) | Aantal werknemers | Olieproductie (×1000 vpd) | Gasproductie (×miljoen cf/dag) | Productie in BOE (×1000 vpd) | Uitstoot broeikasgassen (× miljoen ton CO2-eq., alleen Scope 1 (A) |
| ---- | -------------- | ------------------------- | ----------------- | ------------------------- | ------------------------------ | ---------------------------- | ------------------------------------------------------------------ |
| 2010 | 368.056        | 20.127                    | 97.000            | 1709                      | 9305                           | 3314                         | 76                                                                 |
| 2011 | 470.171        | 30.826                    | 90.000            | 1666                      | 8986                           | 3215                         | 74                                                                 |
| 2012 | 467.153        | 26.712                    | 87.000            | 1633                      | 9449                           | 3262                         | 72                                                                 |
| 2013 | 451.235        | 16.371                    | 92.000            | 1541                      | 9616                           | 3199                         | 73                                                                 |
| 2014 | 421.105        | 14.874                    | 94.000            | 1484                      | 9259                           | 3080                         | 76                                                                 |
| 2015 | 264.960        | 1.939                     | 93.000            | 1509                      | 8380                           | 2954                         | 72                                                                 |
| 2016 | 233.591        | 4.575                     | 92.000            | 1838                      | 10.613                         | 3668                         | 70                                                                 |
| 2017 | 305.179        | 12.977                    | 86.000            | 1828                      | 10.668                         | 3664                         | 73                                                                 |
| 2018 | 388.379        | 23.352                    | 82.000            | 1803                      | 10.806                         | 3666                         | 71                                                                 |
| 2019 | 344.877        | 15.843                    | 87.000            | 1876                      | 10.377                         | 3665                         | 70                                                                 |
| 2020 | 180.453        | –21.680                   | 87.000            | 1803                      |                                | 3386                         | 63                                                                 |
| 2021 | 261.504        | 20.101                    | 82.000            | 1739                      | 8688                           | 3237                         | 60                                                                 |
| 2022 | 381.314        | 42.309                    | 93.000            | 1506                      | 7871                           | 2864                         | 51                                                                 |
| 2023 | 261.504        | 20.101                    | 103.000           | 1506                      | 7453                           | 2791                         | 50                                                                 |

## Schandalen

### Schandaal omtrent oliereserves
In 1996 reorganiseerde Cor Herkströter en introduceerde het nieuwe Shell. Een belangrijk element in dat nieuwe Shell was, dat iedere werknemer de beste in zijn groep moest willen zijn en toch goed diende samen te werken. Het bijbehorende systeem van bonussen in de nieuwe werkwijze veroorzaakte dat veel werknemers hun aandacht richtten op persoonlijk voordeel.
Begin 2004 kwam aan het licht dat managers voor hun bonus de bewezen oliereserves van Shell veel te hoog hadden ingeschat. Shell maakte bekend dat de bewezen reserves van olie en gas twintig procent lager waren dan aangenomen. De olie- en gasreserves die in de boeken stonden waren niet allemaal daadwerkelijk bewezen winbaar. Volgens de regels van de Amerikaanse beurstoezichthouder de Securities and Exchange Commission (SEC) mogen alleen de olievondsten worden opgenomen die met een investeringsplan in de praktijk rendabel te exploiteren zijn. Proefboringen alleen mogen niet de basis vormen van de hoeveelheid oliereserves. Deze regels moeten beleggers beschermen tegen olieconcerns die de zaken te rooskleurig voorstellen. Bij Shell ontbraken adequate interne controles om op een juiste manier met de schattingen van de olie- en gasvoorraden om te gaan. Na onderzoek van de onbewezen voorraden is een derde als voorraad geschrapt en twee derde teruggekeerd in de boeken als bewezen voorraden. Van bewuste fraude en misleiding is overigens geen sprake geweest. Bij de bekendmaking van de lagere olie- en gasvoorraden daalde de beurskoers acht procent waardoor het € 12 miljard minder waard werd. Dit was in absolute zin het grootste verlies ooit op de Amsterdamse beurs.
De affaire leidde uiteindelijk tot het vertrek van de toenmalige bestuursvoorzitter Philip Watts en het hoofd van "exploratie en productie", Walter van de Vijver. Daarna werd er in 2005 aangekondigd dat de organisatiestructuur werd vereenvoudigd. Koninklijke Olie en Shell Transport and Trading gingen op in Royal Dutch Shell plc, waarvan 60% van de aandelen voor aandeelhouders van Koninklijke Olie zijn en 40% voor de aandeelhouders van Shell Transport. Den Haag werd definitief het wereldwijde hoofdkantoor van Shell na de transformatie. Jeroen van der Veer bleef bestuursvoorzitter na het samengaan van de raden van bestuur van beide bedrijven. Op 20 juli 2005 fuseerden de bedrijven en bestond Shell onder de namen Royal Dutch Shell en Koninklijke Nederlandse Shell.
In april 2007 werd bekend dat Shell een schadevergoeding zal betalen van in totaal US$ 352,6 miljoen aan de Europese beleggers die tussen 8 april 1999 en 18 maart 2004 aandelen hebben gekocht. De begindatum van deze termijn is gekozen omdat destijds de onzorgvuldigheden met de reserves zijn begonnen. Per aandeel komt de schadevergoeding uit op ongeveer 10 dollarcent. De Amerikaanse beleggers ontvingen hetzelfde voorstel en kregen tot begin 2014 net als de Amerikaanse werknemers van Shell US$ 90 miljoen. Met de Vereniging van Effectenbezitters is overeengekomen dat particuliere gedupeerden ongeveer 100 euro basisschadevergoeding ontvangen, ongeacht het aantal aandelen dat men destijds in bezit had. De Amerikaanse beurstoezichthouder Securities and Exchange Commission (SEC) kreeg US$ 120 miljoen en de Britse FSA £ 17 miljoen. In totaal heeft Shell bijna US$ 750 miljoen betaald aan boetes en schadevergoedingen.

### Beschuldiging van mensenrechtenschendingen
In het begin van 1996 lanceerden enkele mensenrechtengroeperingen een aantal rechtszaken om Shell verantwoordelijk te stellen voor medeplichtigheid aan vermeende mensenrechtenschendingen in Nigeria, waaronder standrechtelijke executies, misdaden tegen de menselijkheid, marteling, onmenselijke behandeling en willekeurige arrestaties en detentie. In het bijzonder werd Shell beschuldigd van medeplichtigheid aan de executie van Ken Saro-Wiwa en acht andere leiders van de Ogoni in Zuid-Nigeria, die in 1995 door het toenmalige militaire regime werden opgehangen. De aanklachten waren gericht tegen Shell en Brian Anderson, toenmalig hoofd van Shells activiteiten in Nigeria. In 2009 trof Shell een schikking door US$ 15,5 miljoen te betalen. Shell heeft echter altijd verklaard niet aansprakelijk te zijn voor de misdrijven waarvoor het aangeklaagd is.
In 2009 publiceerde Amnesty International een rapport over de verslechtering van de mensenrechtensituatie in Nigeria als gevolg van de activiteiten van Shell in de Nigerdelta. In het bijzonder bekritiseerde Amnesty het voortdurend affakkelen van aardgas en de langzame reactie van Shell op olielekken.
In 2010 werd in een door WikiLeaks gelekte memo onthuld dat Shell beweert medewerkers te hebben in de voornaamste ministeries van de Nigeriaanse overheid, en daardoor nu "alles wat er gebeurt in deze ministeries onder controle heeft", zo stelde Shells hoogste medewerker in Nigeria. Dezelfde medewerker verklaarde ook dat de Nigeriaanse overheid niet doorheeft in hoeverre Shell in de overheid geïnfiltreerd is. Documenten die vrijkwamen in de loop van 2009 (maar die niet gebruikt zijn tijdens de rechtszaak) onthulden dat Shell regelmatig het Nigeriaanse leger betaalde om demonstraties te voorkomen.
In 2012 intensiveerden Amnesty International en Milieudefensie hun campagne tegen Shell. Naast kritiek op de impact op het milieu benadrukken zij ook de mensenrechtenschending als gevolg van de activiteiten van Shell. Dit heeft geleid tot een toename van publieke druk op Shell om verantwoording af te leggen en verantwoordelijkheid te nemen voor het opruimen van de milieuvervuiling.
Vanaf 1 oktober 2012 behandelt het Hooggerechtshof van de Verenigde Staten de vraag of Shell als bedrijf verantwoordelijk gehouden kan worden voor mensenrechtenschendingen nadat eerder twee lagere rechters de claim afwezen.
Eind 2020 toonde het televisieprogramma Zembla aan dat Shell-medewerkers, die op lokaal niveau verantwoordelijk zijn voor het opruimen van de olie, betrokken zijn bij de sabotage van oliepijpleidingen door de lokale bevolking in Nigeria. Dit voor financieel gewin bij het opruimen van de olie.

### Klimaatzaak
Uit onderzoek uit 2019 blijkt dat Shell, met een uitstoot van 31,95 miljard ton CO2-equivalent sinds 1965, in die periode het bedrijf was met de op zes na hoogste uitstoot ter wereld.
Met zes andere organisaties en 17.379 mede-eisers heeft Milieudefensie in 2019 een rechtszaak aangespannen tegen Shell. De eisers willen dat Shell haar uitstoot van CO2 fors terugdringt (reductie met 45% in 2030) in lijn met het Klimaatakkoord van Parijs. (zie ook bij: Klimaatrechtspraak). Shell streefde naar 20% vermindering in 2030 en 45% in 2045. Op 26 mei 2021 deed de rechter uitspraak. Het vonnis luidde dat gezien de urgentie van de zaak, cq de klimaatverandering en de ernstige gevolgen daarvan, Shell en al haar toeleveringsbedrijven haar CO2-uitstoot met het geëiste percentage moet reduceren. Shell heeft ook in deze een verantwoordelijkheid met betrekking tot (de afname van fossiele brandstoffen door) haar klanten. Het concern moet meteen beginnen met het verwerkelijken van het vonnis, ook al zou zij in hoger beroep gaan.
Bij monde van bestuurslid Brekelmans toonde Shell zich teleurgesteld in het vonnis. Hij verwachtte dat hoger beroep zou worden aangetekend. Zijn verweer: wij willen in 2050 onze CO2-uitstoot op nul hebben. Wij zijn hier al mee bezig, maar dit is voor ons te snel. Ook gezien onze concurrenten (tegen een aantal waarvan overigens ook rechtszaken lopen. Deze gaan echter om schadevergoeding). Deze rechtszaak en de uitspraak vormen, een nieuwe wending en zal volgens sommigen wereldwijde gevolgen hebben. Shell wordt juridisch aangesproken op haar bedrijfsvoering en verantwoordelijk gesteld voor de milieugevolgen van haar energieproductie. Milieudefensie en de andere eisende partijen zijn blij met de uitspraak.

## Bestuursvoorzitters
- J.A. de Gelder (1890-1892)

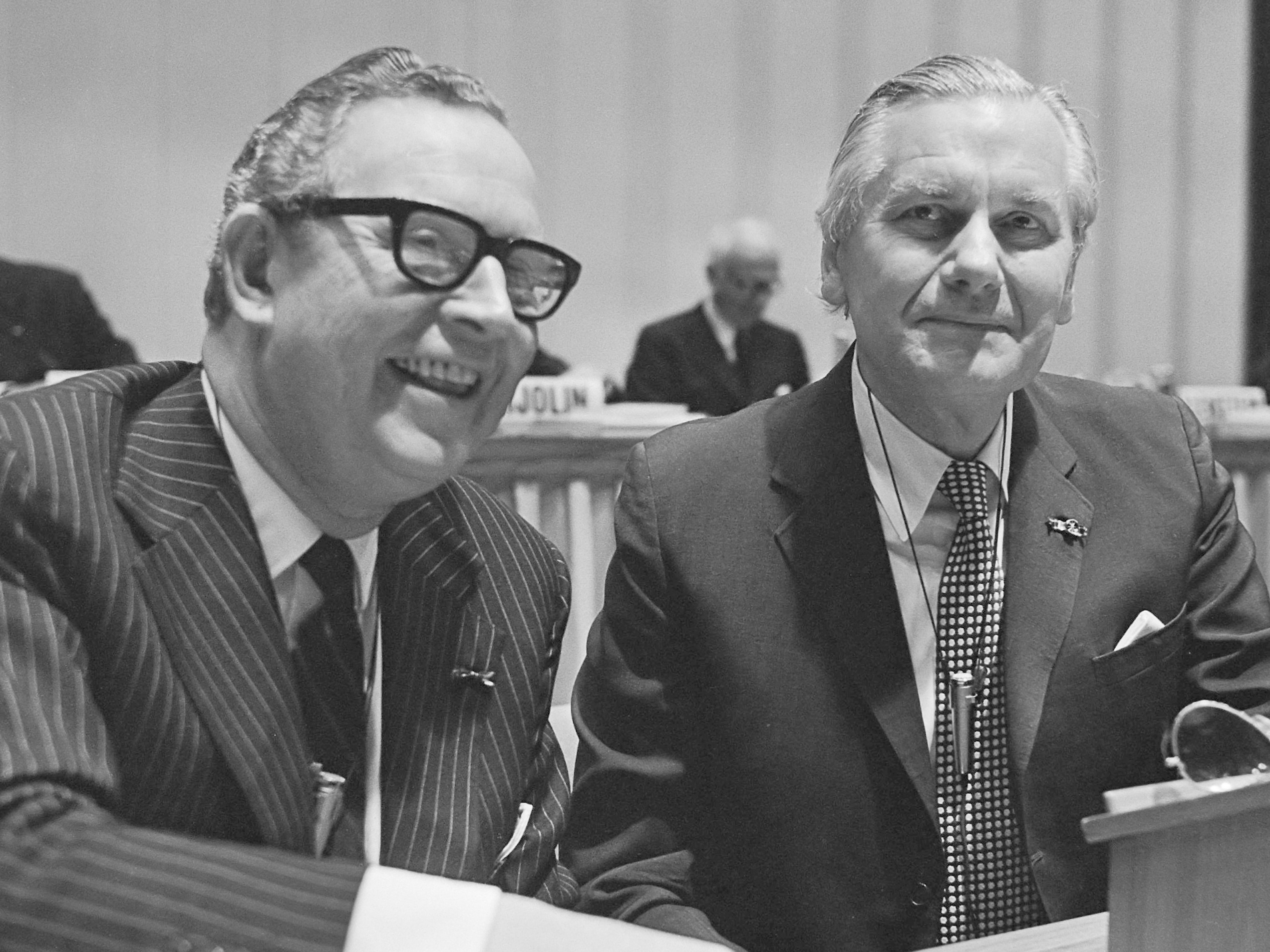
De Bruyne en Wagner (1980)

- Jean Baptiste August Kessler (1892-1901)
- Henri Deterding (1901-1936)
- J.E.F. de Kok (1936-1947)
- Jean Baptiste August Kessler jr. (1947-1949)
- B.T.W. van Hasselt (1949-1951)
- John Hugo Loudon (1951-1965)
- L.E.J. (Jan) Brouwer (1965-1971)
- Gerrit Wagner (1971-1977)
- D. de Bruyne (1977-1982)
- Lo van Wachem (1982-1992)
- Cor Herkströter (1992-1997)
- Maarten van den Bergh (1998-2000)
- Mark Moody-Stuart (1997-2001)
- Phil Watts (2001-2004)
- Jeroen van der Veer (2004-2009)
- Peter Voser (2009-2013)
- Ben van Beurden (2014 - 2022)
- Wael Sawan (2023 - heden)

## Beursnotering

### Beursfonds Koninklijke Olie/Shell

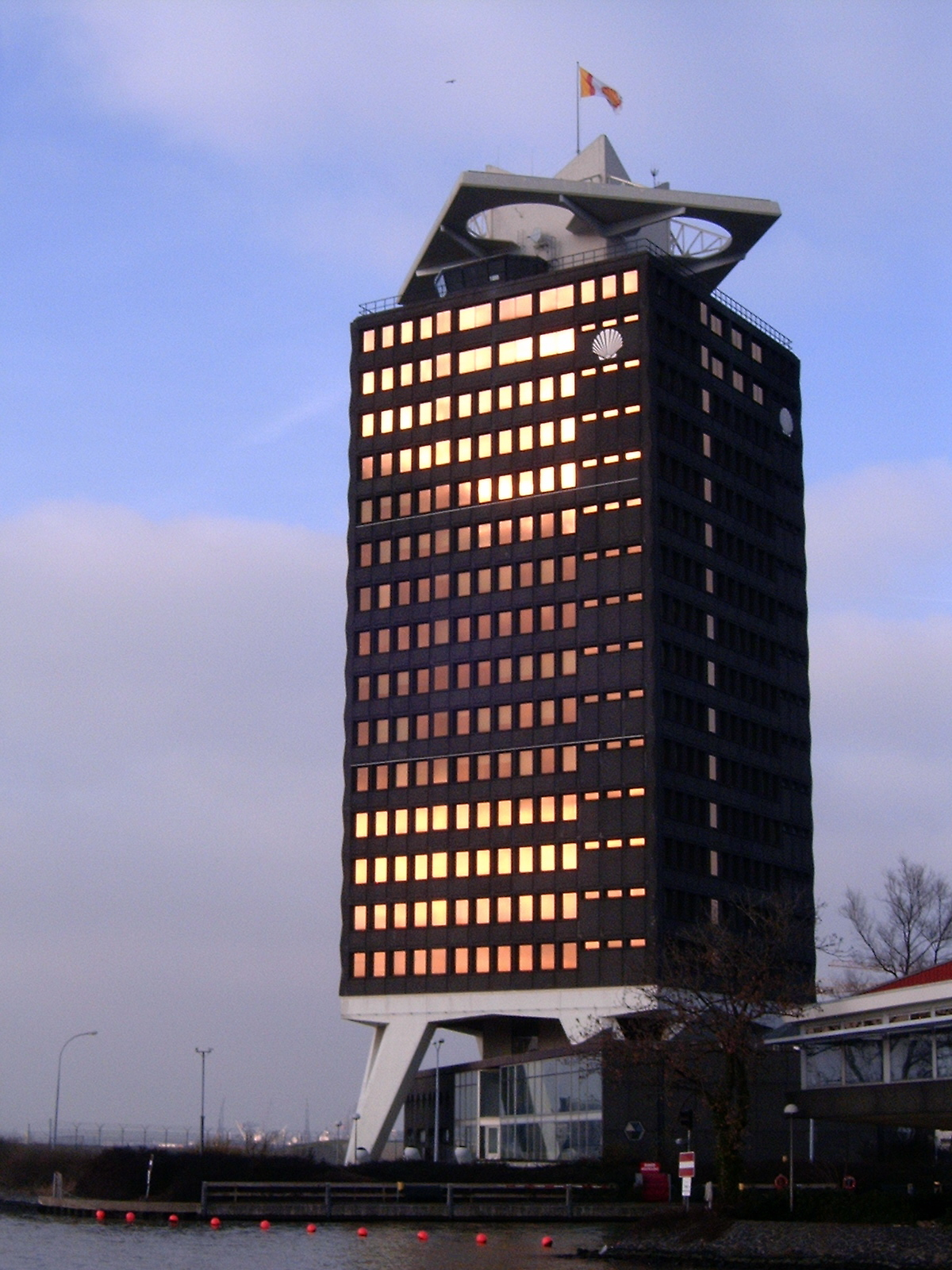
Toren Overhoeks, voormalig kantoor van het Koninklijke/Shell Laboratorium Amsterdam

De onderneming is gemeten naar beurswaarde een van de grootste ter wereld, en de grootste op de Amsterdamse effectenbeurs. Inmiddels heeft het die positie moeten afstaan aan ASML, dat machines maakt voor de halfgeleiderindustrie. Beurshandelaren noemen de aandelen simpelweg: de Olies. Ook was de onderneming lange tijd bekend als een weduwen- en wezenfonds, een veilige belegging waar je geen spectaculaire prestaties van verwacht, maar wel een veilig jaarlijks dividend. De dividenduitkeringen zijn sinds 1943 slechts één keer verlaagd. Het dividend is echter nog nooit overgeslagen en altijd meegegroeid met de inflatie. Hoewel Shell handelt in olie en afgeleide producten, loopt de beurskoers van Shell, in tegenstelling tot wat veel beleggers denken, niet altijd mee met de olieprijs.

### Houdstermaatschappijen
Tot 2000 waren er drie "grote" houdstermaatschappijen van het aandeel Koninklijke Olie, nl. Dordtsche Petroleum, Maxwell Petroleum en Moeara Enim, die destijds zijn ontstaan doordat deze oliemaatschappijen door Koninklijke Olie zijn overgenomen middels een aandelenruil. Dordtsche Petroleum had in 1992 een belang van 6,24% in Koninklijke Olie, Maxwell ruim 2%. Deze vennootschappen hadden een notering op de Amsterdamse effectenbeurs, met een disagio in vergelijking met de intrinsieke waarde, en daardoor een hoger dividendrendement. Door fiscale perikelen (een latente belastingclaim) hebben deze beursfondsen het zo lang uitgehouden.

## Bekende oud-werknemers
- Wopke Hoekstra, minister van Financiën in kabinet-Rutte III
- Hendrikus Colijn, politicus en leider van de ARP
- Wouter Bos, oud-minister van Financiën en PvdA-leider
- Frits Bolkestein, oud VVD-leider
- Rein Willems, Eerste Kamerlid CDA
- Roald Dahl, Britse schrijver
- Jimmy Carr, Britse komiek
- A. den Doolaard, Nederlandse schrijver